# La Cantera, Querétaro
La Cantera är en ort i Mexiko.   Den ligger i kommunen Querétaro och delstaten Querétaro Arteaga, i den centrala delen av landet, 210 km nordväst om huvudstaden Mexico City. La Cantera ligger 2 160 meter över havet och antalet invånare är 197.
Terrängen runt La Cantera är huvudsakligen kuperad, men söderut är den platt. Terrängen runt La Cantera sluttar söderut. Runt La Cantera är det ganska tätbefolkat, med 144 invånare per kvadratkilometer. Närmaste större samhälle är Santa Rosa Jauregui, 14,9 km söder om La Cantera. Trakten runt La Cantera består i huvudsak av gräsmarker.